# Platja Petita de Portbou
La platja petita de Portbou és una platja urbana del municipi de Portbou (Alt Empordà) situada al costat nord de la platja Gran, a la badia de Portbou. Té una longitud de 90 metres i una amplada mitjana de 30, de còdols foscos. S'hi accedeix a peu des de la platja Gran, i al costat nord comença el camí de ronda que voreja la costa i permet arribar a la platja de les Tres Platgetes i la platja del Pi.
A peu de platja hi ha tres barraques de pescadors, no alineades i disposades a pocs metres una de l'altra. De planta rectangular, estan arrebossades i pintades de blanc. La barraca gran està catalogada com a bé cultural d'interès local (BCIL).